# Château de Gaussan
Le château de Gaussan est un château situé à Bizanet, en France.

## Localisation
Le château est situé sur la commune de Bizanet, dans le département français de l'Aude.

## Historique
L'édifice est inscrit partiellement au titre des monuments historiques en 1986 (Façade Est, façade Sud et toitures correspondantes ; cage d'escalier ; décor intérieur de la bibliothèque et du grand salon du corps de logis ; chapelle du 19e siècle avec sa salle basse du 14e siècle).